# François Luambo Makiadi
François Luambo Makiadi, meglio noto come Franco Luambo o semplicemente Franco (6 luglio 1938 – 12 ottobre 1989), è stato un chitarrista, cantante e compositore della Repubblica Democratica del Congo.
Viene considerato uno dei più influenti musicisti di soukous (e di musica africana in generale) del XX secolo. Fu fondatore, insieme a Jean Serge Essous, della celebre orchestra jazz zairese OK Jazz, che contribuì in maniera determinante alla nascita del soukous come genere musicale. Era soprannominato "lo stregone della chitarra" a causa della sua tecnica chitarristica, veloce e fluida. Suo fratello, Bavon Marie Marie Siongo, era il leader della band Orchestre Negro Success e morì nel 1970 in un incidente d'auto dopo aver avuto un violento litigio con lui per conto della sua fidanzata Lucie. 
Morì il 12 ottobre del 1989 dopo aver contratto l'AIDS.